# نوري أوك
نوري أوك (بالتركية: Nuri Ok)‏ (10 نوفمبر 1942 - 5 أغسطس 2015) كان قاضي تركي تقاعد بعدما كان يشغل منصب رئيس النيابة العامة في محكمة النقض التركية. نوري ولد في طرسوس، وهي بلدة في محافظة مرسين.